# Rivière Chaudière (rivière Normandin)
Pour les articles homonymes, voir Chaudière (homonymie).
La rivière Chaudière est un affluent de la rivière Normandin, coulant dans le territoire non organisé du Lac-Ashuapmushuan, dans la municipalité régionale de comté (MRC) de Le Domaine-du-Roy, dans la région administrative du Saguenay-Lac-Saint-Jean, au Québec, au Canada.
La rivière Chaudière coule dans les cantons de Vimont, de Mance, de Mignault et d’Aigremont. La foresterie constitue la principale activité économique de cette vallée ; les activités récréotouristiques, en second.
La route 167 (direction Nord-Ouest) reliant Chibougamau à Saint-Félicien (Québec) coupe la partie inférieure (soit au Sud) du cours de la rivière Chaudière. Le chemin de fer du Canadien National longe cette route. La route forestière R0210 dessert la partie supérieure de la rivière qu’elle coupe près de l’embouchure du lac de tête ; elle dessert aussi la partie Est de cette vallée.
La surface de la Rivière Chaudière est habituellement gelée du début novembre à la mi-mai, toutefois la circulation sécuritaire sur la glace se fait généralement de la mi-novembre à la mi-avril.

## Géographie

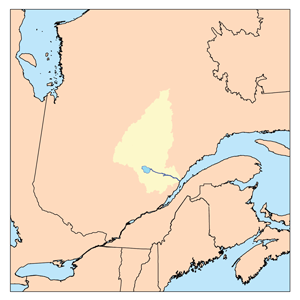
Bassin Versant

Les bassins versants voisins de la rivière Chaudière sont :
- côté nord : rivière Dobleau, lac Dobleau, lac Vimont, rivière l’Épervier, rivière Hogan ;
- côté est : rivière des Grèves, rivière Hilarion, rivière du Chef, rivière Ashuapmushuan, lac Aigremont ;
- côté sud : rivière Normandin, lac Poutrincourt, rivière Marquette Ouest ;
- côté ouest : lac Nicabau, lac Rohault, lac Bouteroue, rivière Boisvert (rivière Normandin) rivière au Tonnerre (rivière Normandin).

La rivière Chaudière prend naissance à l'embouchure du lac Chaudière (longueur : 3,2 km ; largeur : 1,5 km ; altitude : 422 m) situé dans le canton de Mance. L’embouchure de ce lac de tête est située à :
- 21,8 km au Nord-Est du lac Nicabau ;
- 25,2 km au Nord-Ouest de l’embouchure de la « rivière Chaudière » (confluence avec la rivière Normandin) ;
- 29,3 km au Nord-Ouest du lac Chibougamau ;
- 25,9 km au Nord-Est des lacs Obatogamau ;
- 41,7 km au Nord-Ouest de l’embouchure de la rivière Normandin (confluence avec le lac Ashuapmushuan) ;
- 154,3 km au Nord-Ouest de l’embouchure de la rivière Ashuapmushuan (confluence avec le lac Saint-Jean).

À partir de l'embouchure du lac Chaudière, la « rivière Chaudière » coule sur 42,3 km, selon les segments suivants :
Cours supérieur de la rivière Chaudière (segment de 21,7 km)
- 4,6 km vers le Sud-Ouest, jusqu’à la rive Nord du lac de la Navette ;
- 1,2 km vers le Sud-Est en traversant le lac de la Navette (longueur : 2,5 km ; altitude : 417 m). Note : Ce lac est alimenté du côté Ouest par les lacs Melrand et Argein ;
- 3,9 km vers le Sud-Est, notamment en traversant le lac Kelly (longueur : 0,7 km ; altitude : 416 m) sur sa pleine longueur et le lac Cawood (longueur : 2,0 km ; altitude : 416 m) sur 1,0 km jusqu’à son embouchure ;
- 2,8 km vers le Sud en traversant le lac du Pilier (longueur : 2,5 km ; altitude : 415 m). Note : Ce lac est alimenté du côté Est par la décharge du "lac de la Galerie" ;
- 9,2 km vers le Sud-Ouest en serpentant, puis en traversant sur 3,5 km la partie Sud-Est du "lac du Bonhomme" (longueur : 5,7 km ; altitude : 401 m), jusqu’à son embouchure. Note : Ce lac a une forme complexe et reçoit en amont les eaux de la décharge d’un ensemble de lacs dont de l’Auberge, Ginette, Kief et Chatelraux ; et du côté Ouest, la décharge des lacs Bellot et des Charagnes.

Cours inférieur de la rivière Chaudière (segment de 20,6 km)
À partir de l’embouchure du lac du Bonhomme, le cours de la rivière Chaudière coule sur :
- 4,8 km vers le Sud, jusqu’au pont de la route forestière R0210 ;
- 8,9 km vers le Sud en serpentant, formant une boucle vers le Sud-Ouest jusqu’à un ruisseau (venant du Nord) se déversant dans un coude de rivière ;
- 2,9 km vers le Sud en serpentant, jusqu’à la décharge (venant de l’Est) des lacs Castonguay et des Sagitaires ;
- 3,4 km vers le Sud en formant une déviation vers l’Ouest pour recueillir la décharge du lac Semond, jusqu’à la route 167 ;
- 0,6 km vers le Sud-Est en coupant le chemin de fer du Canadien National et en traversant un petit lac non identifié, jusqu’à son embouchure[2].

La confluence de la rivière Chaudière » avec la rivière Normandin est située à:
- 8,0 km au Nord-Est de l’embouchure du lac Nicabau lequel est traversé par la rivière Normandin;
- 19,9 km au Nord-Ouest de l’embouchure de la rivière Normandin (confluence avec le lac Ashuapmushuan);
- 141,6 km au Nord-Ouest de l’embouchure de la rivière Ashuapmushuan (confluence avec le lac Saint-Jean);
- 180 km au Nord-Ouest de l’embouchure du lac Saint-Jean (confluence avec la rivière Saguenay).

La Rivière Chaudière se déverse dans un coude de rivière sur la rive Nord de la rivière Normandin, soit en aval du lac Nicabau et du lac Ducharme. De là, le courant descend vers le Sud-Est la rivière Normandin sur 24,9 km, jusqu’à la rive Nord-Ouest du lac Ashuapmushuan. Puis, le courant emprunte le cours de la rivière Ashuapmushuan (longueur: 193 km, qui se déverse à Saint-Félicien (Québec) sur la rive Ouest du lac Saint-Jean.

## Toponymie
Le toponyme « Rivière Chaudière » a été officialisé le 5 décembre 1968 à la Commission de toponymie du Québec, soit lors de sa création.